# Sigh
Sigh (サイ sai) er et japansk black metal-band, som blev dannet i 1990. De betragtes generelt som et af de første japanske black metal-bands i en tid da størstedelen af black metal-bands i de tidlige 1990'ere kom fra Skandinavien. De skiftede gradvist fra en traditionel black/thrash metal-lyd til en mere eksperimenterende, avant-garde musikstil.
Sigh skrev kontrakt med Euronymous' pladeselskab Deathlike Silence Productions og udgav deres første studiealbum, Scorn Defeat, på DSP i 1993, kort efter Euronymous' død. Pladeselskabet ophørte med at eksistere kort tid efter, hvorefter bandet skiftede til Cacophonous Records.
Efter store uenigheder med Cacophonous omkring reklame og albumrettigheder skiftede bandet til Century Media Records, og udgav deres album Imaginary Sonicscape. I 2005 udgav de deres studiealbum Gallows Gallery gennem endnu et nyt pladeselskab, Candlelight Records/Baphomet Records. Bandet har i øjeblikket kontrakt med The End Records, som udgav Hangman's Hymn - Musikalische Exequien og genudgav remastered udgaver af Gallows Gallery og Imaginary Sonicscape med ændrede illustrationer og bonusspor.
Bandet medvirker i dokumentarfilmen Global Metal.

## Medlemmer
- Satoshi Fujinami (藤波聡) – guitar (1989-1992, 2008); trommer (1992-2004, 2008); bas (2004-)
- Shinichi Ishikawa (石川慎) – guitar (1992-)
- Mirai Kawashima (川嶋未来) – vokal, bas, synthesizer/keyboards/piano, sitar, programmering, vocoder, orgel, mellotron, sampling (1989-)
- Junichi Harashima (原島淳一) – trommer (2004-)
- Dr. Mikannibal – saxofon, vokal (2007-)

### Tidligere medlemmer
- Kazuki Ozeki (尾関和樹:O-ze-ki Ka-zu-ki) – trommer (1989-1990)

## Diskografi

### Studiealbum
- 1993: Scorn Defeat
- 1995: Infidel Art
- 1997: Hail Horror Hail
- 1999: Scenario IV: Dread Dreams
- 2001: Imaginary Sonicscape
- 2005: Gallows Gallery
- 2007: Hangman's Hymn - Musikalische Exequien
- 2010: Scenes from Hell
- 2012: In Somniphobia
- 2015: Graveward
- 2018: Heir to Despair
- 2022: Shiki

### Ep'er
- 1992: Requiem for Fools
- 1996: Shadowking
- 1997: Ghastly Funeral Theatre
- 2008: A Tribute to Venom

### Officielle bootlegs
- 1995: To Hell and Back (Sigh's Tribute to Venom)
- 1996: The Eastern Force of Evil: Live '92-'96

### Demoer
- 1990: Desolation
- 1990: Tragedies
- 1993: Scorn Defeat

### Splitalbum
- 1994: Sigh / Kawir (med Kawir)
- 2003: Kindred of a Dying Kind / Young Burial (med Necrophagia)
- 2004: Evilized Japan (med Abigail)